# Emma-Insel
Die Emma-Insel (französisch Île Emma, in Argentinien [sic!] Isla Ema) ist eine 2,5 km lange Insel mit zerklüfteten, aus ihrer Eiskappe hervorragenden Felsvorsprüngen vor der Danco-Küste des Grahamlands im Norden der Antarktischen Halbinsel. Sie liegt 6 km westlich der Nansen-Insel im südwestlichen Teil der Einfahrt zur Wilhelmina Bay.
Teilnehmer der Belgica-Expedition (1897–1899) des belgischen Polarforschers Adrien de Gerlache de Gomery entdeckten die Insel. Dieser benannte sie nach seiner Mutter Emma Thérèse de Gerlache de Gomery (geborene Biscops, 1834–1933).